# Aloe hyacinthoides
Aloe hyacinthoides é uma espécie de liliopsida do gênero Aloe, pertencente à família Asphodelaceae.